# Rio, 40°
Pour plus de détails, voir Fiche technique et Distribution.
Rio, 40° (titre original : Rio, Quarenta Graus) est un film brésilien réalisé en 1954 par Nelson Pereira dos Santos et sorti en 1956. Ce film est considéré comme l'œuvre ayant inspiré le mouvement Cinema Novo.
En novembre 2015, le film est inclus dans la liste établie par l'Association brésilienne des critiques de cinéma (Abraccine) des 100 meilleurs films brésiliens de tous les temps.

## Synopsis
Rio de Janeiro. Cinq enfants des favelas se partagent les endroits les plus importants de la ville afin d'y vendre des cacahuètes. Dans chaque quartier — Copacabana, Pain de Sucre, Corcovado, Quinta da Boa Vista et Maracana — on assiste à divers épisodes typiques de la vie des Cariocas.

## Fiche technique
- Titre du film : Rio, 40°
- Titre original : Rio, Quarenta Graus
- Réalisation et scénario : Nelson Pereira dos Santos, d'après un argument d'Arnaldo de Farias (non crédité)
- Photographie : Hélio Silva - Noir et blanc
- Décors : Julio Romito, Adrian Samailoff
- Montage : Rafael Justo Valverde
- Musique : Radamés Gnatalli, Zé Kebi (compositeur chanson A Voz do Morro)
- Son : Sílvio Rabelo
- Production : N. Pereira dos Santos, Ciro Freire Cúri, Mario Barros, Luiz Jardim, Louis-Henri Guitton, Pedro Kosinski
- Pays d'origine :  Brésil
- Langue originale : portugais
- Durée : 100 minutes
- Date de sortie : mars 1956

## Distribution
- Jece Valadão : Miro
- Glauce Rocha : Rosa
- Roberto Bataglin : Pedro
- Claudia Moreno : Alice
- Ana Beatriz : Maria Helena
- Modesto de Souza : le propriétaire terrien
- Antonio Novais

## Commentaires
Rio, 40° de Nelson Pereira dos Santos introduisit au Brésil les enseignements du néoréalisme italien et constitua une « nouveauté pour un public qui, malheureusement, n'en prit pas conscience. »
Chronique de la ville de Rio, effectuée à travers la vie des couches populaires les plus défavorisées, le film mêle humour et mélodrame à la façon de Renato Castellani, introduisant des épisodes à multiples personnages comme le faisait Luciano Emmer dans Dimanche d'août (1950).
Rio, 40° eut, au préalable, des problèmes avec la censure — il ne fut distribué qu'un an et demi après avoir été achevé — et les spectateurs ne purent le voir que dans un circuit secondaire de la plus grande chaîne de salles de Rio.
Dans les Cahiers du cinéma d'avril 1956, André Bazin émettait ce point de vue : « Rio 40° est construit de manière unanimiste, imbriquant plusieurs histoires particulières et significatives. Il a été tourné avec de très petits moyens proches de l'amateurisme. [...] Mais tel quel et compte tenu des conditions de travail d'un cinéaste brésilien, c'est un film attachant et qui mérite d'être vu en Europe. »